# Gieorgij Prokofjew
Gieorgij Jewgienijewicz Prokofjew (ros. Георгий Евгеньевич Прокофьев, ur. 1895 w Kijowie, zm. 14 sierpnia 1937 w Moskwie) – funkcjonariusz radzieckich służb specjalnych, komisarz bezpieczeństwa państwowego I rangi, zastępca ludowego komisarza spraw wewnętrznych ZSRR (1934–1936), I zastępca ludowego komisarza łączności ZSRR (1936–1937).
Rosjanin, ukończył studia na Wydziale Prawnym Uniwersytetu Kijowskiego, 1916–1919 członek partii anarchistów-komunistów, 1917 uczestnik rewolucji w Kijowie, 1918–1919 w działalności podziemnej w Kijowie. Od grudnia 1919 członek RKP(b)/WKP(b), od września 1920 funkcjonariusz Czeki, od 9 maja do 24 grudnia 1921 pomocnik szefa Oddziału 15 Specjalnego Wydziału Specjalnego Czeki, później pracownik Wydziału Zagranicznego Czeki//GPU, m.in. pomocnik i zastępca szefa tego wydziału. Od 17 lutego 1926 do 6 sierpnia 1931 szef Wydziału Ekonomicznego OGPU ZSRR, równocześnie od 26 października 1929 do 10 lipca 1934 członek Kolegium OGPU ZSRR, od 13 listopada 1930 do 18 sierpnia 1931 członek Prezydium Najwyższej Rady Gospodarki Narodowej, od 6 sierpnia do 25 października 1931 szef Wydziału Specjalnego OGPU ZSRR, od 16 października 1931 do 17 listopada 1932 zastępca ludowego komisarza Inspekcji Robotniczo-Chłopskiej ZSRR, od 17 listopada 1932 do 10 lipca 1934 zastępca przewodniczącego OGPU ZSRR. Od 27 grudnia 1932 do 4 stycznia 1934 szef Głównego Zarządu Milicji Robotniczo-Chłopskiej OGPU ZSRR, od 10 lipca 1934 do 29 września 1936 zastępca ludowego komisarza spraw wewnętrznych ZSRR, od 26 listopada 1935 komisarz bezpieczeństwa państwowego I rangi, od 29 września do 2 października 1936 zastępca, a od 2 października 1936 do 5 kwietnia 1937 I zastępca ludowego komisarza łączności ZSRR. 11 kwietnia 1937 aresztowany, następnie skazany na śmierć i rozstrzelany.

## Odznaczenia
- Order Czerwonego Sztandaru (3 kwietnia 1930)
- Odznaka „Honorowy Funkcjonariusz Czeki/GPU (V)”
- Odznaka „Honorowy Funkcjonariusz Czeki/GPU (XV)” (20 grudnia 1932)
- Odznaka „Honorowy Funkcjonariusz Milicji Robotniczo-Chłopskiej” (1 kwietnia 1933)